# Hemitragus bonali
Hemitragus bonali є вимерлим видом оленеподібних (Artiodactyla) ссавців родини бикових (Bovidae) з плейстоцену Європи та регіону кавказьких гір.
Найновіші залишки H. bonali були знайдені в шарах, датованих 298 000 ± 55 000 тисячами тисячоліттями. H. bonali був тісно спорідненим (і, можливо, предком) іншого вимерлого європейського виду роду, Hemitragus cedrensis.